# Città vecchia di Tallinn

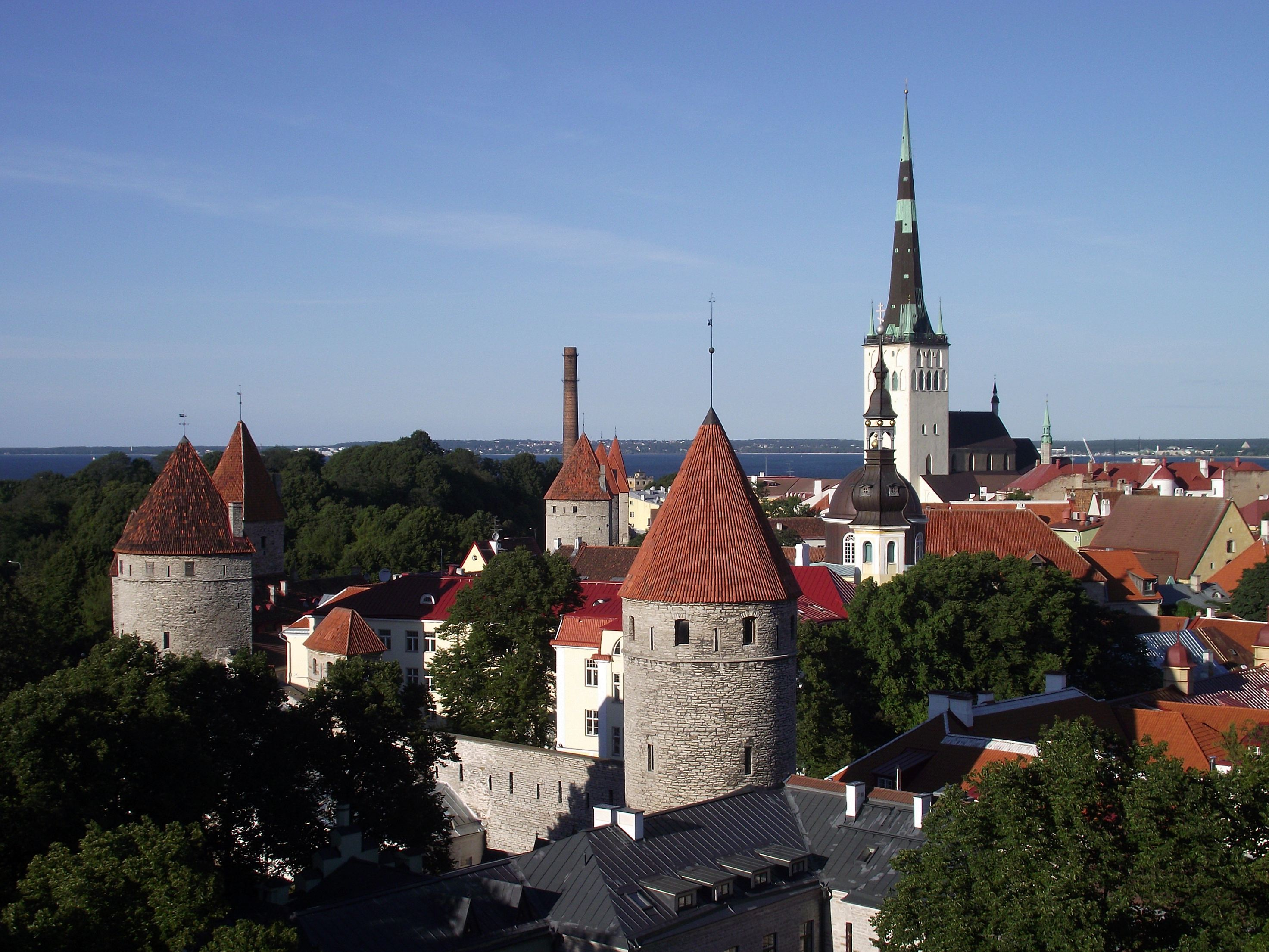
Vista del centro storico di Tallinn dal ponte di osservazione di Patkuli Vaade

La Città vecchia di Tallinn (in estone Tallinna vanalinn) è la parte più antica di Tallinn, capitale dell'Estonia. Dal 1997 l'area è stata iscritta nella Lista del Patrimonio mondiale dell'UNESCO. La sua superficie è di 113 ettari e vi è una zona cuscinetto di 2 253 ettari.
La Città vecchia di Tallinn è riuscita a preservare integralmente la sua struttura di origine medievale e anseatica. La Città vecchia mostra un impianto urbanistico del XIII secolo eccezionalmente intatto ed è delimitata dalle mura di Tallinn. La maggior parte delle strutture della Città Vecchia furono costruite durante i secoli XIII-XVI.

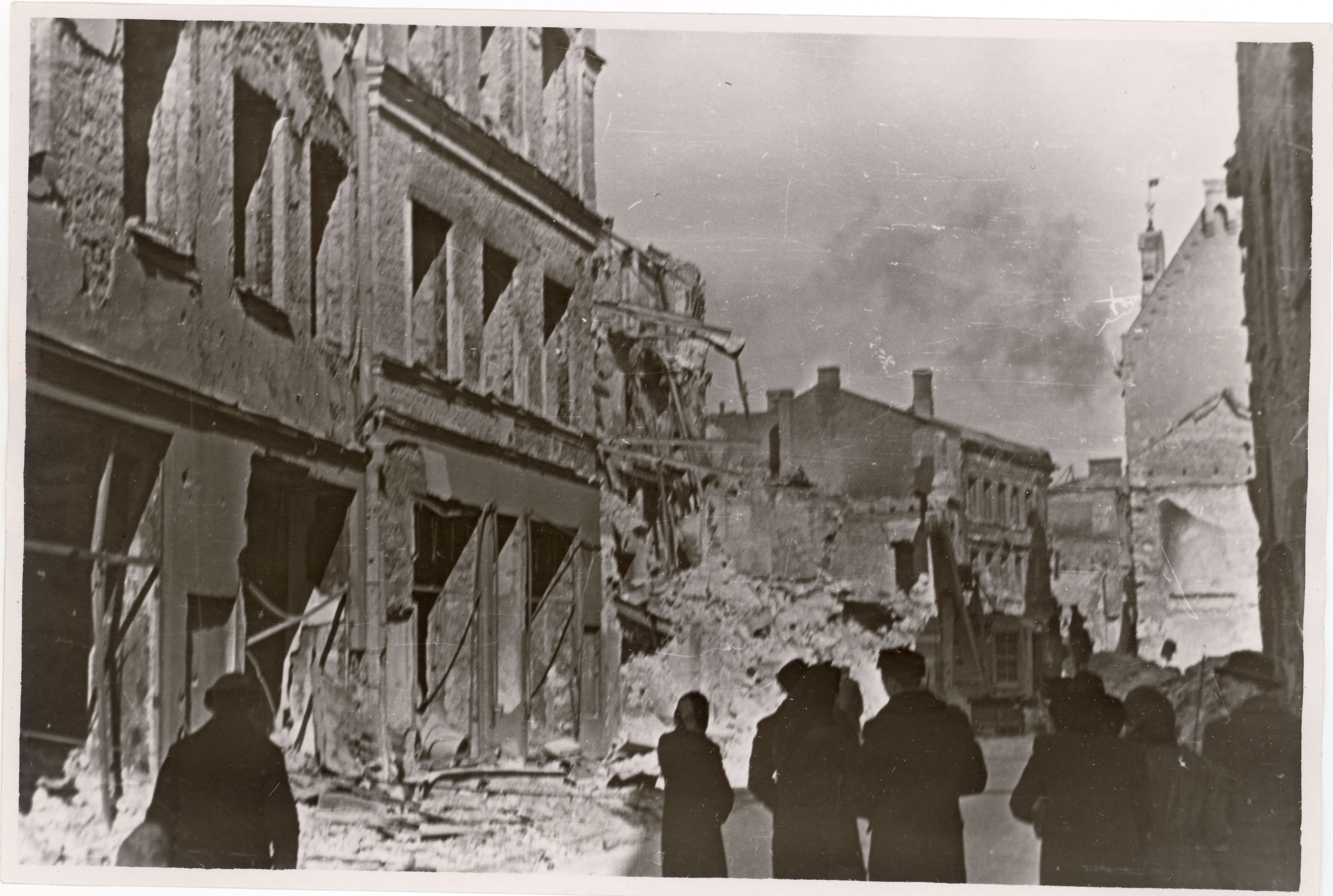
Harju tänav nella città vecchia di Tallinn dopo il bombardamento aereo sovietico del marzo 1944.

Durante la seconda guerra mondiale, mentre l'esercito tedesco occupava l'Estonia  tra il 1941 e il '44, la città vecchia di Tallinn subì diversi bombardamenti aerei da parte dell'aeronautica sovietica. Durante il bombardamento sovietico più distruttivo del 9-10 marzo 1944 oltre un migliaio di bombe incendiarie furono sganciate su Tallinn, provocando incendi diffusi, distruggendo circa il 10% degli edifici nella Città vecchia, uccidendo centinaia e lasciando oltre 20 000 persone senza riparo.

## Storia
Il primo insediamento conosciuto apparve nell'area dell'odierno centro di Tallinn nella seconda metà del X secolo, quando fu costruito un castello sulla collina di Toompea e la riva del mare accanto ad esso iniziò ad essere utilizzata come porto. All'inizio del XIII secolo, questa roccaforte estone fu menzionata nella Cronaca di Enrico di Livonia con il nome di Lyndanise, e la stessa roccaforte chiamata Kolõvan appare anche nelle successive riscritture del leetopiss in russo antico.
Secondo l'architetto Wilhelm Neumann, un rinomato ricercatore dell'architettura medievale dell'antica Livonia, dopo la costruzione del castello di Toompea nel 1220, iniziò a costruire una città sotto la collina. L'altopiano sul lato sud-orientale della collina, cioè i quartieri che confinano con le odierne vie Harju-Kullasepp-Voorimehe e Rataskaevu-Rüütli, si rivelò un luogo adatto. Al centro di questo primo insediamento di mercanti tedeschi c'era la chiesa di San Nicola, consacrata a Nicola, il santo patrono dei marinai e dei mercanti. La prima piazza del mercato rimase sul lato nord della chiesa, e durante il XIII secolo la città si espanse a est e a nord. Tra il castello e il porto si formarono un mercato e un insediamento più grande, che si trovava nelle vicinanze dell'attuale Piazza del Municipio. Probabilmente nell'insediamento fu costruita anche una cappella, la cui presunta ubicazione si trovava nell'area dell'attuale chiesa dello Spirito Santo. Poiché la combustione della calce non era ancora nota nelle aree estoni prima del XIII secolo, questi edifici erano tutti fatti di legno e per lo più non sono sopravvissuti.

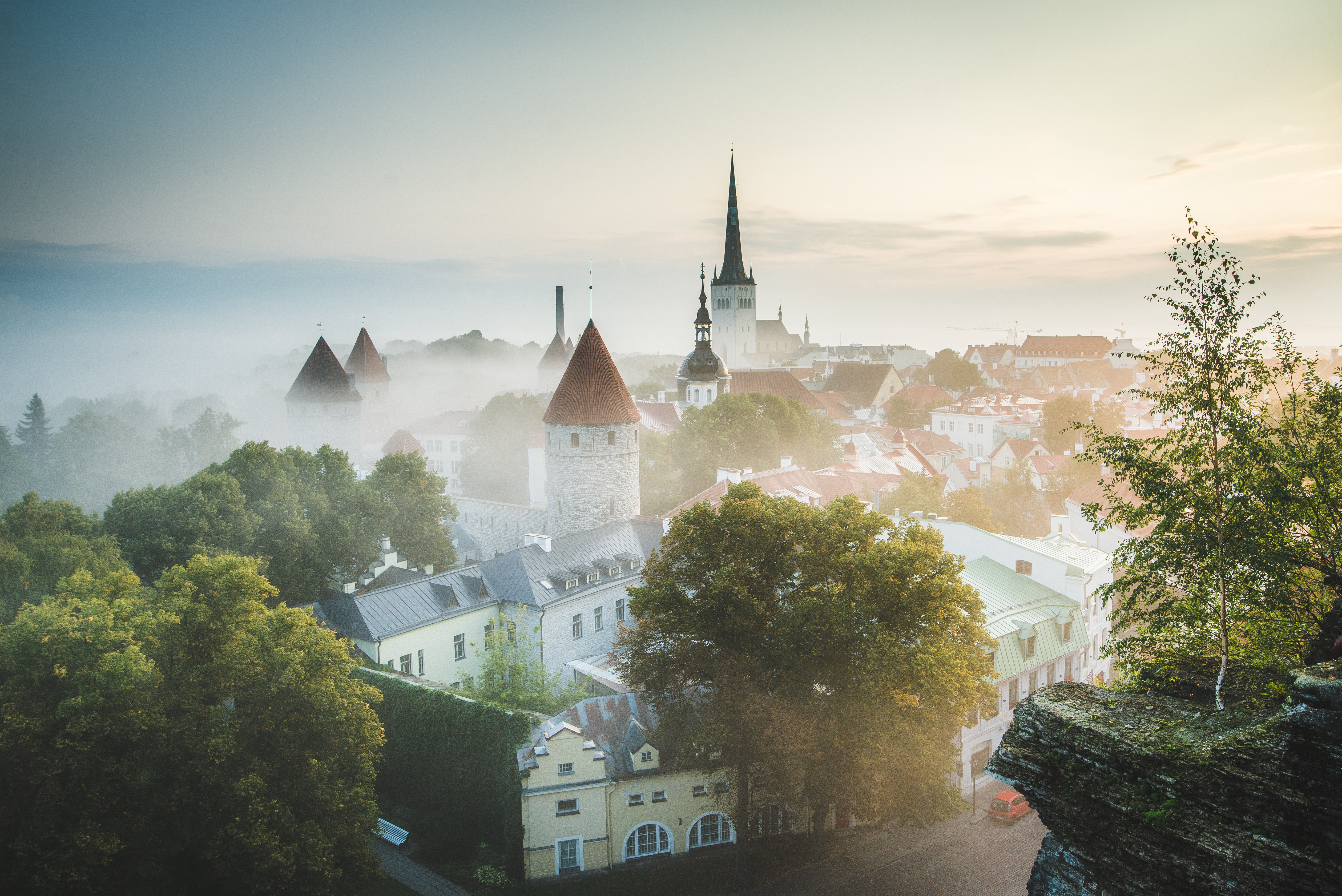
Il centro storico di Tallinn all'alba

Nell'XI e XII secolo, gli insediamenti di mercanti scandinavi e russi di Kiev apparvero a nord del nucleo della città, vicino al porto. L'insediamento dei mercanti scandinavi era presumibilmente situato nelle vicinanze dell'attuale chiesa di Sant'Olaf, mentre l'insediamento dei mercanti slavi orientali era probabilmente situato ad est di essa. A quel tempo, il livello dell'acqua del Mar Baltico era di circa 3 metri più alto sopra Tallinn rispetto a oggi, raggiungendo quasi il sito delle attuali mura della città nella parte nord-orientale della Città Vecchia. Pertanto, i mercanti slavi orientali dovettero costruire il loro piccolo sobborgo essenzialmente in riva al mare.
Il porto utilizzato presso il castello e l'insediamento dei Lyndanis si trovava sul sito della piscina Kalev sull'odierna via Aia, di fronte alla piccola porta costiera medievale.
Questo antico insediamento-fortezza fu conquistato nel 1219 da crociati danesi, che costruirono la loro fortezza a Toompea. Contemporaneamente al cristianesimo e ai conquistatori stranieri, le abilità di bruciare la calce arrivarono da ovest, con l'aiuto delle quali iniziarono a essere eretti sempre più edifici in pietra nel centro storico di Tallinn.

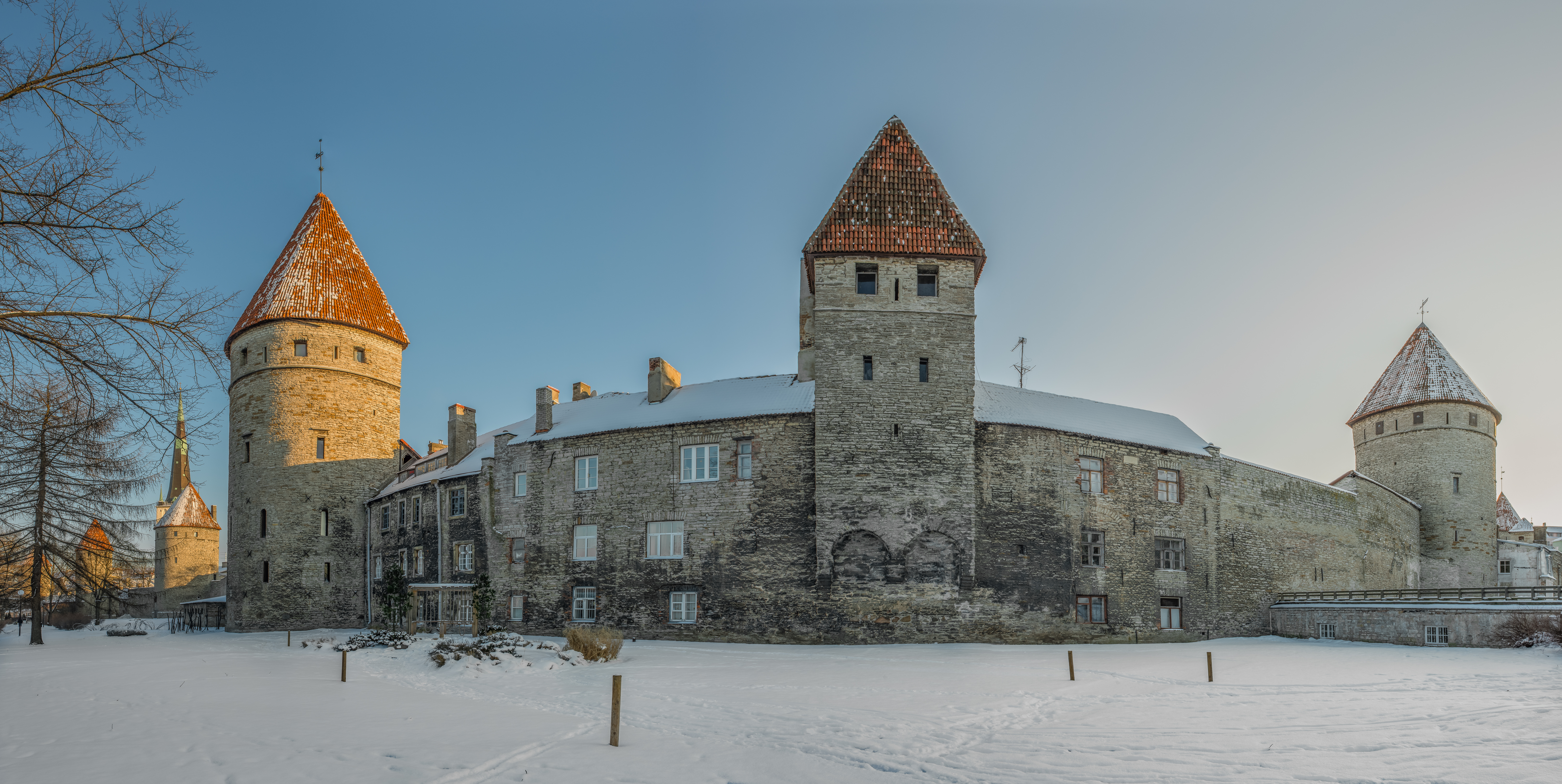
Vista panoramica delle torri di Piazza delle Torri

Il centro storico di Tallinn è composto da quattro parti che hanno avuto scopi diversi e quindi hanno architetture diverse. Queste parti sono:
- Toompea, che si trova su una collina calcarea 20-30 m più alta dei dintorni e ha una superficie di 6 ettari. Toompea apparteneva all'Ordine dei Fratelli della Spada dal XIII secolo, era amministrativamente separata dalla città bassa e separata da una cinta muraria;
- la sub-città di Tallinn, che si trova tra Toompea e il porto e ha una superficie di 29,3 ettari. La Città Bassa era (è ancora) circondata da una cinta muraria circolare e vi si applicava la legge di Lubecca. L'area circondata da un muro circolare, compresa Toompea, era di 35,3 ettari. Tallinn risultava così era la città più grande del Nord Europa;
- le mura della città di Tallinn, la cui costruzione iniziò nel 1310. In seguito, le fortificazioni furono integrate, rafforzate e rinnovate. La cinta muraria fu completata nel 1355. Nel 1561, alla fine dell'epoca dell'Ordine, intorno alla città bassa c'era una cinta muraria circolare lunga 2,5 km, che aveva 27 mura e 8 torri, 9 porte d'ingresso e 12 torri di guardia. All'esterno del muro c'era un fossato, per lo più pieno d'acqua;
- la zona di fortificazione in terra di Tallinn, che circonda la città bassa e Toompea, e dove si trovavano il fossato scavato nel XIV secolo e le fortificazioni in terra costruite nel XVI-XIX secolo. La zona di fortificazione in terra si estende per 79 ettari e oggi è in gran parte un parco, separando così la Città Vecchia dai nuovi quartieri.